# Рейхсгау

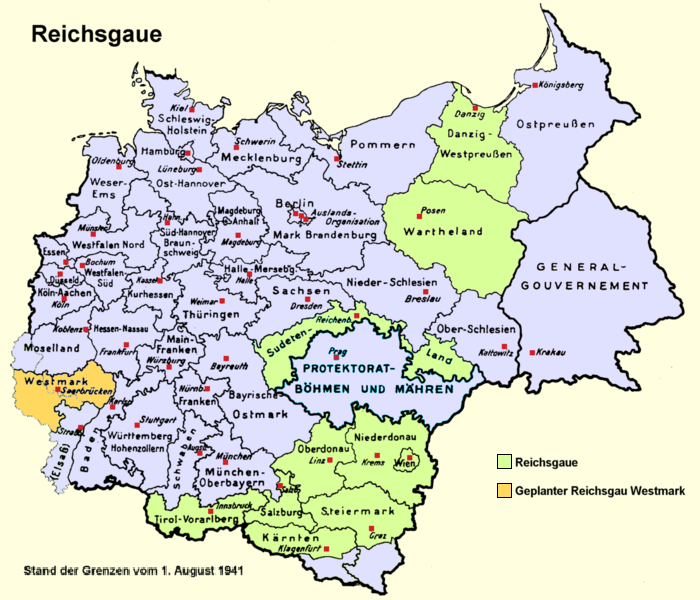
Административное деление Германии на 1 августа 1941 (рейхсгау выделены зелёным цветом)

Рейхсгау (нем. Reichsgau «имперский округ») — административно-территориальные единицы Германии (в отличие от собственно «гау» — региональных отделений НСДАП) существовавшие в нацистский период на аннексированных ею территориях. Как и земли управлялись имперскими наместниками (во многих случаях являлись одновременно гауляйтерами), но в отличие от земель не имели премьер-министров и министерств.
После победы в войне планировалось сделать рейхсгау основой всего административного деления Германии, полностью отказавшись от деления на земли. Препятствием для этого было унаследованное от периода раздробленности большое количество земельных законодательных норм и земельный характер правосудия. Таким образом для отказа от земель требовалось полностью перейти на общеимперское законодательство и правосудие.

## Список рейхсгау

### Судетенланд
На территории Судетской области Чехии, населённой судетскими немцами 15 апреля 1939 года было образовано рейхсгау Судетенланд. Столица — город Райхенберг (Либерец).

### Австрия
После аншлюса Австрии на её территории и южных районах Чехии законом от 14 апреля 1939 были образованы семь рейхсгау, которые отчасти совпадали с бывшими австрийскими землями:
- Рейхсгау Вена — на территории города Вена и пригородных районов Нижней Австрии.
- Рейхсгау Верхний Дунай — на территории земли Верхняя Австрия и южной Богемии, столица — Линц.
- Рейхсгау Нижний Дунай — на территории земли Нижняя Австрия, северной части Бургенланда и южной Моравии, столица — Кремс-на-Дунае.
- Рейхсгау Каринтия — на территории земли Каринтия, столица — Клагенфурт.
- Рейхсгау Зальцбург — на территории земли Зальцбург, столица — Зальцбург.
- Рейхсгау Штирия — на территории земли Штирии и южной части Бургенланда, столица — Грац.
- Рейхсгау Тироль-Форарльберг — на территории земель Тироль и Форарльберг, столица — Инсбрук.

### Присоединённые восточные области
На территориях «присоединённых восточных областей» приказом от 26 октября 1939 года были образованы два рейхсгау:
- Рейхсгау Данциг — Западная Пруссия (первоначально рейхсгау Западная Пруссия) образовано на бывших территориях Польши и Вольного города Данциг. В рейхсгау вошёл также административный округ Западная Пруссия провинции Восточная Пруссия. Столица — город Данциг (Гданьск).
- Рейхсгау Вартеланд (первоначально рейхсгау Позен) образовано на бывших польских территориях. Столица — Позен (Познань)

### Планируемые рейхсгау
В будущем планировалось создать ещё несколько рейхсгау, но эти планы так и не были осуществлены:
- Рейхсгау Западная марка (Вестмарк), которое планировалось создать путём слияния принадлежащих Германской империи территорий Саара и Пфальца с «областью гражданского управления» Лотарингия, аннексированной у Франции.
- Рейхсгау Верхний Рейн, которое должно было быть образовано путём слияния гау Баден с «областью гражданского управления» Эльзас, аннексированной у Франции.
- На территории Бельгии планировалось создание рейхсгау Фландрия и рейхсгау Валлония.